# سانت مارتی د سنتیس
سانت مارتی د سنتیس (به اسپانیایی: Sant Martí de Centelles) یک شهرستان در اسپانیا است که در بارسلون واقع شده‌است.